# Tifoseria del Palermo Football Club
In questa voce sono riportate informazioni relative alla storia ed evoluzione della tifoseria del Palermo Football Club, società calcistica italiana con sede a Palermo.

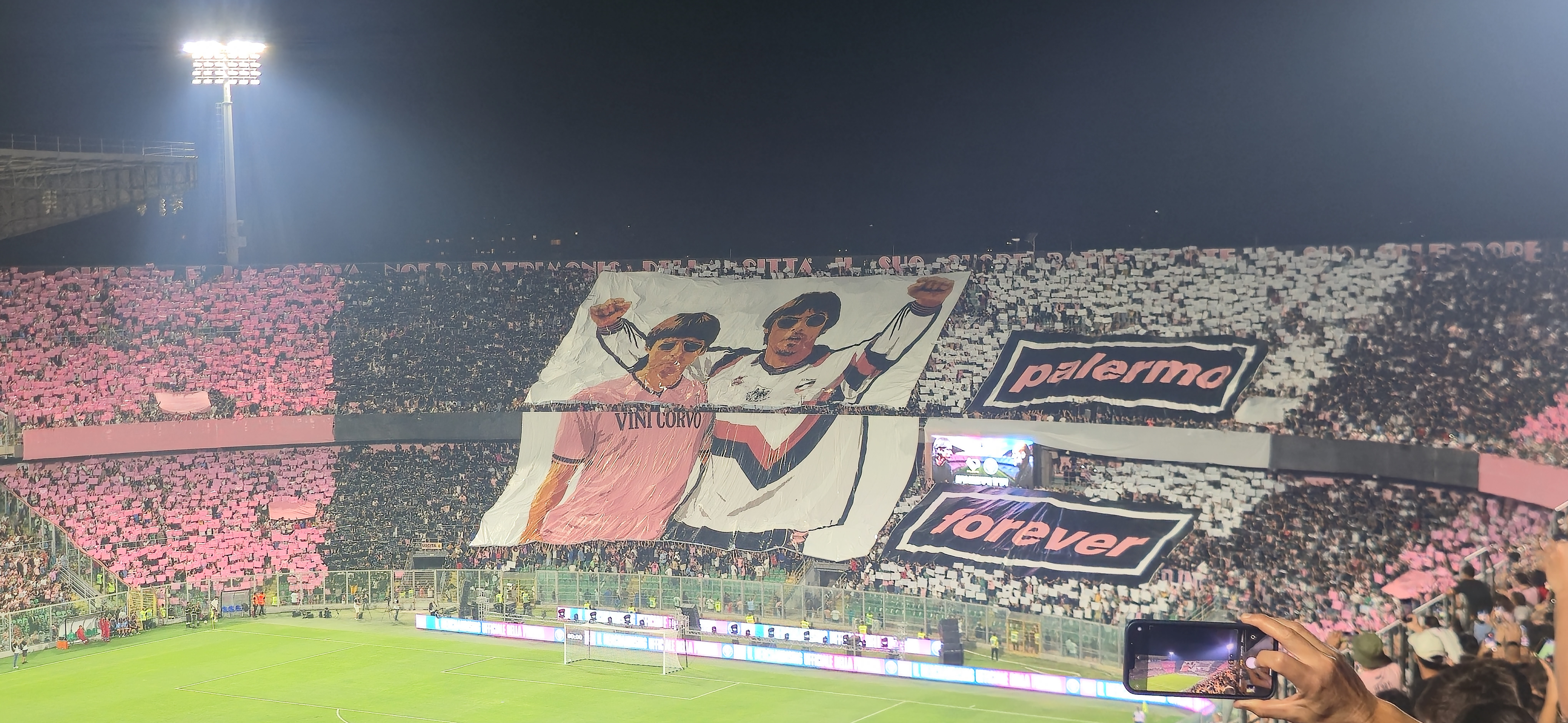
La tifoseria rosanero durante un'amichevole contro il nell'agosto 2025.

## Composizione demografica
Il forte flusso emigratorio dalla Sicilia fa si che la società possa contare su gruppi di tifosi sparsi in tutto il mondo, sebbene il nucleo centrale provenga dall'omonima città metropolitana. In particolare, negli Stati Uniti d'America sono stati creati fan club e la società ha omaggiato i tifosi presentando la prima divisa della stagione 2024-2025 a New York, ottenendo grande seguito. Anche in Regno Unito la diaspora italiana ha portato I rosanero ad avere fan club sul territorio inglese, in particolare il gruppo dei "Tifosi Palermo UK". Invece a Solingen, in Germania, alcuni tifosi hanno fondato una squadra dal nome "FC Rosaneri". La squadra conta da sempre un grande seguito in trasferta grazie alla nutrita presenza di emigrati palermitani nel nord Italia. Simpatie e grande popolarità sono riscontrate in gran parte della Sicilia occidentale e nell’area orientale dell’isola, specie nel siracusano, grazie gemellaggio che gli ultras rosanero avevano con quelli del Siracusa.
Il numero di tifosi rosanero nel mondo è stato più volte stimato, con una cifra variabile e mai del tutto confermata. Secondo un sondaggio effettuato dall'istituto di ricerca "Demos & Pi" e poi pubblicato dal quotidiano de La Repubblica nel 2008, la squadra contava circa 1.470.000 tifosi nel territorio della penisola, posizionandosi all'interno della top dieci (precisamente alla posizione numero 8) tra le squadre italiane con più tifosi. Un articolo apparso sul Corriere della Sera e utilizzato dalla stessa società per un post sui canali social nel 2019 ha stimato il numero di tifosi rosanero nel mondo in 5 milioni circa.
Per quanto concerne le presenze allo stadio, escludendo le due stagioni con restrizioni al pubblico a causa della pandemia Covid-19, a partire dalla stagione di Serie C1 2000-2001 e fino al 2024 il numero medio di presenze allo stadio Renzo Barbera è di circa 20.000 unità. Si segnala il picco positivo della Serie A 2004-2005 (il primo campionato in massima serie dell'era Zamparini) con una media di 33.000 presenti e un record storico di abbonamenti pari a 32.300 (considerata la capienza massima dello stadio Renzo Barbera pari a 36.000 unità, incluso il settore ospiti). Un picco negativo si è registrato nella stagione di Serie B 2017-2018, quando in media, i sostenitori furono 9029. Dalla stagione di Serie B 1978-1979 al record storico della Serie A 2004-2005, la società rosanero, complici i modesti risultati sul campo, non ha mai superato la decina di migliaia di abbonamenti stagionali. Più complesso ricavare dati sugli abbonati nei decenni precedenti.

## Premi e riconoscimenti
Nel 2012 la tifoseria del Palermo è stata riconosciuta come la più corretta della Serie A 2011-2012, ottenendo il riconoscimento Trofeo Fair-Play dedicato a Gaetano Scirea e istituito dal Consiglio della Lega Serie A.

## Community e reti sociali
Il "Comitato Pro Palermo", rappresentato da Mario Oddo, Guido Gangitano ed Emanuele De Lisi, spinse la città all'azionariato popolare raccogliendo e versando 100 milioni di lire, ovvero il 10% del capitale sociale del nuovo Palermo, alla rifondazione del gennaio del 1987.
Il fallimento e la rifondazione societaria del 2019 ha visto la partecipazione di un nuovo collettivo di azionariato popolare, Amici Rosanero. Il gruppo è entrato nel consiglio di amministrazione con lo 0.45% delle quote delle neonata società. In seguito alla vendita del Palermo al gruppo internazionale City Football Group nel 2022, la quota si è ridotta allo 0.06%.

## Tifoseria organizzata

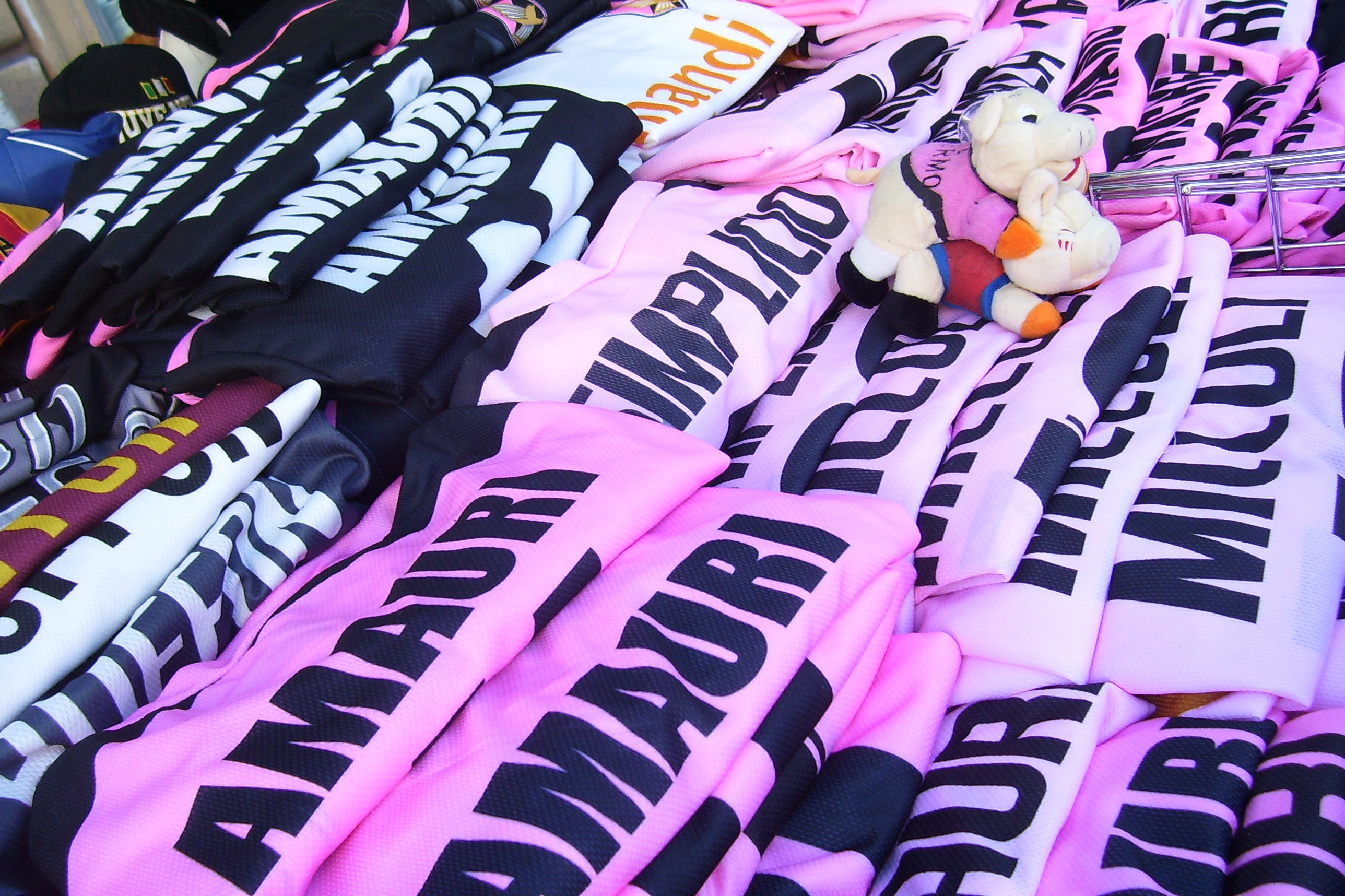
Sciarpe e magliette del Palermo fuori dallo stadio

Prima dell'affermarsi del fenomeno ultras, negli anni settanta la curva era guidata da alcune figure rimaste celebri nella tifoseria rosanero. Tra queste si ricordano Pinuzzu u tasciu (Pinuzzo il tascio) e Vicè u pazzu (Vicè il pazzo). Quest'ultimo rimase celebre perché seguiva la squadra in tutte le trasferte d'Italia, tanto che ai suoi funerali partecipò anche il presidente Renzo Barbera, il quale dedico a questa figura un commovente pensiero: «Non potevo dimenticare una persona che mi ha sostenuto in tutti gli anni in cui sono stato alla guida del Palermo, era il minimo che potessi fare. Ad ogni viaggio me lo trovavo accanto, mi sentivo in dovere di accompagnarlo in questa sua ultima trasferta. I vecchi amici non si scordano mai».
Il primo gruppo organizzato fu fondato nel 1974 con il nome Club Pitrè, poi espanso e denominato in Angeli della Nord. Tre anni dopo Franco D'Arpa fondò i Commandos Aquile, a cui nel 1980 si affiancano le Brigate Rosanero e i Warriors Ultras Palermo (WUP), di cui faceva parte un'altra figura storica del tifo palermitano, Salvatore Nocilla, detto Totò Rambo (1965-2022). Nella seconda metà degli anni ottanta i Commandos Aquile e alcuni ragazzi della comitiva fondarono la Vecchia Guardia. Nel 1999 viene fondato il primo gruppo ultras in curva Sud, gli Ultras Curva Sud (UCS), tuttora attivi.
Nei primi anni 2000 i principali gruppi di ultras rosanero erano i WUP, le Brigate Rosanero, gli Ultras Curva Nord e il Borgo Vecchio Sisma (BVS); infine i Boys Zen, il Club Filiciuzza, i Warriors Arenella, il Club Carini, le Brigate Uditore, gli Angeli della Nord e gli UCS.. Ad eccezione dei già citati UCS, presenti in curva sud, tutti i gruppi organizzati hanno sempre preso piede in curva nord, cuore pulsante del tifo organizzato rosanero.
Dopo una trasferta a Cagliari nella stagione di Serie A 2005-2006 il tifo organizzato rosanero viene duramente colpito da quasi 100 provvedimenti Daspo. Per tutto il prosieguo della stagione, la curva nord ha rimpiazzato gli striscioni dei singoli gruppi apposti alle balaustre con un unico grande striscione recante la scritta: «Arresti, diffide, obbligo di firma e di dimora, ma non sono un criminale e lo dice la Storia!».
La curva nord, tendenzialmente sempre unita per quanto caratterizzata da grande eterogeneità nei gruppi, subisce una profonda spaccatura all'inizio della stagione di Serie B 2013-2014. Inizialmente vengono formati tre gruppi: due nell'anello inferiore e uno nell'anello superiore. Dopo poche settimane, la curva è composta da due gruppi principali: uno nell'anello superiore (WUP, Brigate Rosanero, Angeli della Nord, Boys Zen e altri) e uno spostatosi nell'anello inferiore (BVS e UCN). Nella stagione 2014-2015 i gruppi dell'anello superiore della curva, ovvero Brigate Rosanero, WUP, Angeli della Nord e altri si uniscono sotto l'unico nome di Ultras Palermo 1900 al fine di rendere più coeso il gruppo rimasto, i gruppi dell'anello inferiore si riuniscono sotto un'unica sigla: Curva Nord Inferiore (CNI). Tuttavia, nella stagione 2015-2016, anche la porzione di tifo dell'anello inferiore, che in quegli anni raccoglieva la maggior partecipazione di tifosi, subisce un ulteriore spaccatura: il gruppo Ultras Curva Nord decide di tornare nell'anello superiore sotto il nome di Curva Nord 12, mentre nell'anello inferiore rimane il gruppo Curva Nord Inferiore (CNI). Così, alla stagione 2019 si contano due gruppi in curva nord superiore, ovvero Ultras Palermo 1900 e Curva Nord 12, un gruppo in curva nord inferiore, ovvero CNI e un gruppo in curva sud, ovvero gli UCS.

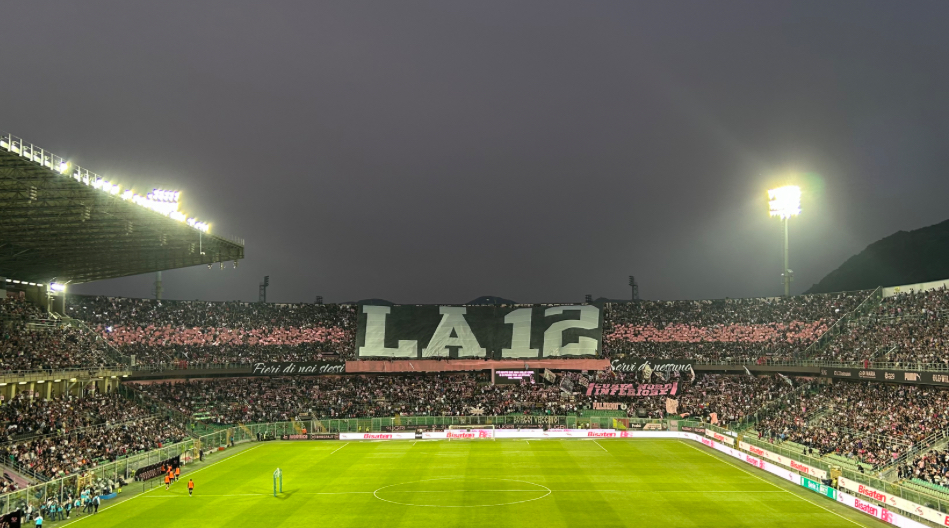
Coreografia in curva nord, si notano gli striscioni appartenenti al CNI (nella curva inferiore) e quello del CN12 (in quella superiore.

Al 2024, il gruppo Curva Nord 12 rappresenta l'unico gruppo della tifoseria organizzata nell'anello superiore, raggruppando nuove generazioni e alcuni esponenti dei vecchi club degli anni '80, '90 e primi anni 2000. Nell'anello inferiore rimane il gruppo CNI, per quanto spesso compaiano anche singolarmente le sigle di BVS e dello storico gruppo Vecchia Guardia. Sempre nell'anello inferiore, per qualche tempo, è comparso lo striscione del gruppo 90134. Entrambi i gruppi formano una nutrita e folta presenza, garantendo alla squadra il sostegno sia in casa sia in trasferta. Sono sempre presenti anche gli UCS in curva sud.
A partire dalla stagione 2023-2024 la curva nord di Palermo è informalmente intitolata a Totò Rambo, soprannome di Salvatore Nocilla, storico membro dei Warriors Ultras Palermo (WUP), venuto a mancare nell'agosto 2022.

### Orientamento politico
Storicamente, i vari gruppi che si sono alternati in curva nord hanno sempre avuto visioni politiche piuttosto eterogenee, con alcune prese di posizione a destra e a sinistra. Nel 2006 i gruppi che allora rappresentavano la leadership della curva si sono ufficialmente dichiarati apolitici non esponendo più alcun tipo di vessillo o riferimento a specifici orientamenti. I gruppi attualmente presenti e attivi non hanno mai politicizzato la curva con vessilli o simboli appartenenti a particolari visioni politiche.

## Gemellaggi e rivalità

### Gemellaggi e amicizie
Gli unici gemellaggi realmente ufficializzati dai gruppi ultras rosanero sono quelli con Padova e Lecce.
- Padova: quello col Padova, nato nel 1983 grazie a una vacanza di cinque ultras padovani in Sicilia[49], è un gemellaggio che ha recentemente resistito alla finale play-off Serie C del 2022 [50], con grandi attestati di stima reciproca e un omaggio della società biancoscudata che nella stagione 2018-2019 ha realizzato una terza maglia nera con inserti rosa, proprio in onore del forte legame tra le due tifoserie.[51] Questo legame, per via dei recenti incontri sul campo, rappresenta uno dei più sentiti dalla tifoseria rosanero in questo periodo storico.
- Lecce: anche il forte legame con il Lecce ha resistito a un delicato match promozione avvenuto nella stagione Serie B 2002-2003, quando i giallorossi batterono i rosanero al Via del mare per 3-0, guadagnandosi la serie A ed escludendo aritmeticamente il Palermo dalla corsa promozione. Questo legame, consolidatosi nel tempo in diverse circostanze, sembrerebbe essere nato in occasione del fallimento del Palermo del 1986, quando l'unico ad opporsi all'interno della Lega Calcio, fu proprio l'allora presidente giallorosso Franco Jurlano: da questo episodio sarebbe nata la storica "fratellanza".[52]

Esistono infine dei legami che riguardano singoli gruppi ultras, ma che in alcuni casi hanno una forte rilevanza e risonanza per tutto il tifo rosanero.
- Foggia: per quanto mai ufficializzato come gemellaggio, è fortissima l'amicizia con i tifosi del Foggia[53]. Il legame, nato negli anni 80[54], si è recentemente rafforzato, con striscioni e manifestazioni di grande rispetto reciproco[55].
- Roma: diversi gruppi ultras hanno una forte amicizia con il tifo organizzato della Roma[56], coadiuvato da presenze reciproche, striscioni, attestati di stima e gesti di solidarietà.[57][58]

Altri rapporti di amicizia e stima reciproca si segnalano con le tifoserie di Akragas, Cremonese, Cesena, Feralpisalò, Genoa, Licata, Marsala, Mazara e Sciacca. Rispetto reciproco con le tifoserie di Carrarese, Pisa e Reggiana. A livello internazionale con quelle di De Graafschap (amicizia tra Brigata Tifosi e Curva Nord Inferiore) e Kaiserslautern (amicizia tra Curva Nord 12 e un gruppo tedesco).. In passato, a livello regionale, è esistito il gemellaggio con gli ultras del Siracusa, finito definitivamente nel 2011.
Gli scontri del settembre 2024 hanno invece rotto il legame tra alcuni gruppi delle tifoserie organizzate di Palermo e Napoli.
- Padova (gemellaggio)
- Lecce (gemellaggio)
- Foggia
- Roma
- Cesena

- Napoli (amicizia tra singoli gruppi, rapporti definitivamente deteriorati nel 2024)
- Reggina (gemellaggio rotto nel 2001, oggi rivalità)
- Siracusa (gemellaggio terminato nel 2011)

### Rivalità

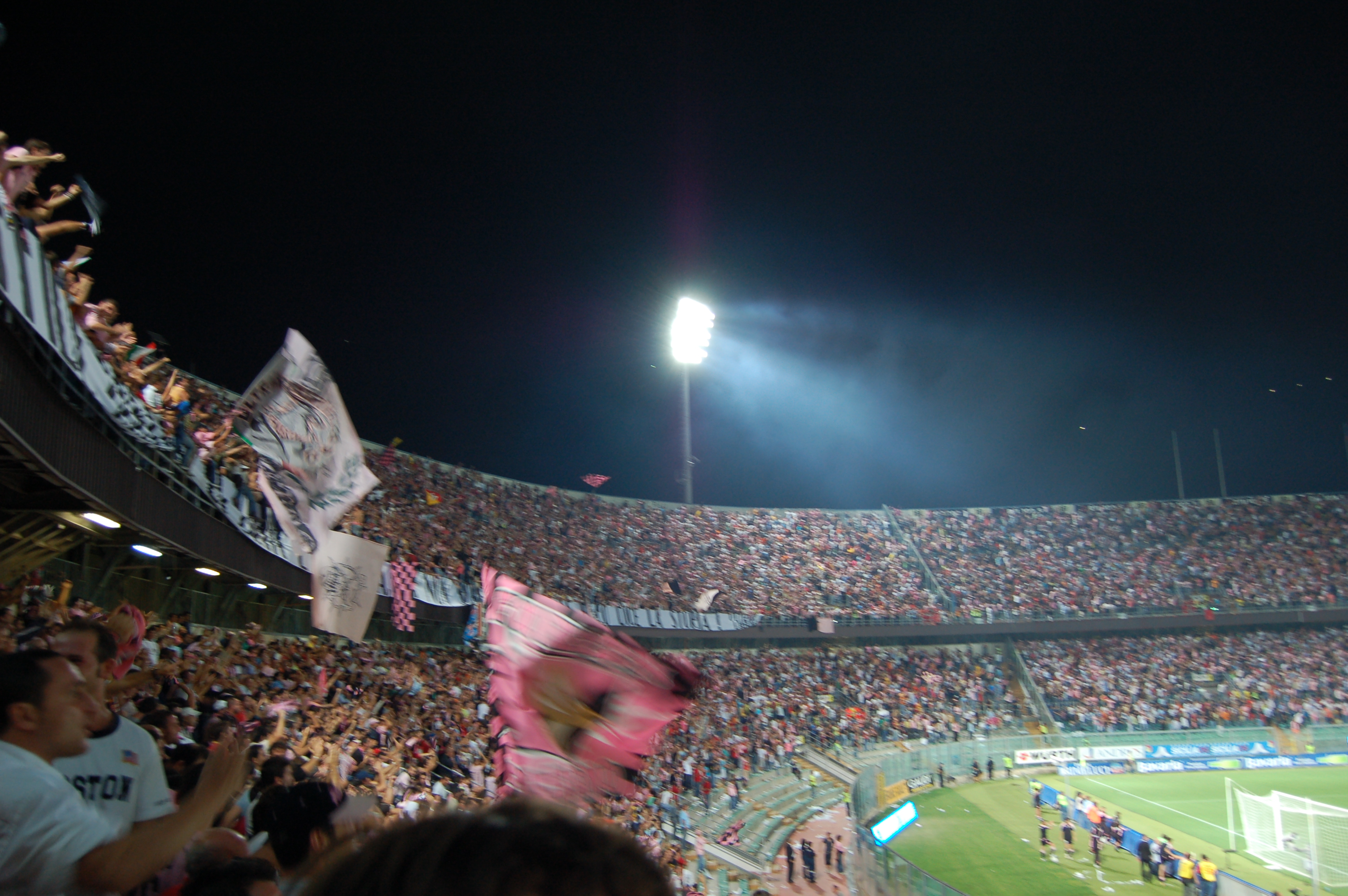
Tifosi della Curva nord al Renzo Barbera durante il derby del 2006.

- Catania: la rivalità storica più sentita dalla tifoseria del Palermo è quella con il Catania, nota come derby di Sicilia. L'inimicizia tra le due città ha origini profonde nella storia e si è sviluppata principalmente per motivi di campanilismo regionale.[65] Sul piano calcistico, la rivalità ha preso forma sin dalle prime amichevoli negli anni Trenta[66][67] , quando le due squadre si incontrarono per la prima volta, ponendo le basi per uno scontro che sarebbe diventato uno dei derby più accesi del calcio italiano. La tensione tra le due tifoserie si è particolarmente intensificata a partire dagli anni Ottanta[68], culminando in un episodio particolarmente significativo. Il 23 maggio 1982, durante il campionato di Serie B 1981-1982, il Palermo vinse sul campo per 1-0 grazie a un gol di Giampaolo Montesano. Tuttavia, la vittoria fu annullata, e il Catania vinse a tavolino, poiché il calciatore etneo Renato Miele fu colpito alla testa da un oggetto lanciato da un tifoso rosanero. L'incidente impedì a Miele di partecipare alla gara, segnando un momento di grande tensione nella storia del derby. Gli incontri seguenti sono stati spesso caratterizzati da violenti scontri sugli spalti, prima, durante e dopo il match, rendendo l'incontro storicamente ad alto rischio per la sicurezza. Nel 2017 un corteo di ultras catanesi, attraversando Palermo in direzione Trapani per assistere al match contro i granata, metterà a serio rischio la sicurezza di diversi cittadini, creando il caos sulla tangenziale di Palermo.[69] Tuttavia, l'episodio più emblematico della tensione tra le due tifoserie è quello della Serie A 2006-2007. Già nel match di andata a Palermo, vinto dai rosanero per 5-3, vi erano stati diversi tafferugli tra le tifoserie durante la partita. Il match di ritorno, disputato a Catania il 2 febbraio 2007, porterà agli scontri di Catania fra tifosi etnei e polizia, durante i quali rimarrà ucciso l'ispettore capo di polizia Filippo Raciti.[70] L'episodio avrà profonde conseguenze sul calcio italiano, portando alla sospensione del campionato e all'implementazione di misure restrittive per il mondo ultras e impedendo fino al 2010 la presenza della tifoseria ospite nel derby.
- Messina: altra grande rivalità regionale, che affonda le sue radici in una storica competizione tra le due città[71]. La sfida con i peloritani diventa particolarmente accesa a partire dagli anni '50-'60, con un picco nella stagione di Serie C1 2000-2001 dove le due squadre si contenderanno il primo posto in classifica e la promozione in Serie B per tutto il campionato, vinto dai rosanero all'ultima rocambolesca giornata.[72] Il derby con il Messina è tuttavia meno sentito dai rosanero rispetto a quello con i catanesi e rappresenta il primo derby in assoluto tra due squadre siciliane: la prima sfida risale infatti al 18 aprile 1901, terminata 3-2 per l'Anglo-Palermitan Athletic and Foot-Ball Club, prima compagine calcistica palermitana.
- Trapani: rivalità calcistica nata per molteplici ragioni. I primi screzi al termine degli anni Ottanta furono dovuti alle intemperanze di alcuni tifosi rosanero durante le partite che il Palermo giocò al Provinciale per i lavori di ristrutturazione della Favorita in vista della Coppa del mondo del 1990. Il travaso di un nutrito gruppo di giocatori del Trapani, che bene stava performando, proprio al Palermo nell'estate del 1995 inasprì ulteriormente i rapporti. La rivalità si accese definitivamente con il gemellaggio stretto dai granata con gli acerrimi rivali del Catania[73].

Sempre in ambito regionale si segnalano rapporti piuttosto tesi con la tifoseria dell'Acireale, con la quale in precedenza vi erano buoni rapporti.
- Juventus,  Milan e  Inter: in ambito nazionale sono pessimi i rapporti con la tifoseria della Juventus, rivalità nata tra la fine degli anni settanta, inasprita dalla sconfitta in finale di Coppa Italia 1978-1979 e acuitasi ulteriormente durante l'era Zamparini a causa folta presenza di tifosi bianconeri nel capoluogo siciliano.[75][76]. Per ragioni simili, sussistono rivalità piuttosto marcate anche con le tifoserie di Inter e Milan.[77] Non di rado si sono verificate aggressioni in città contro queste tifoserie, specialmente in concomitanza di festeggiamenti spontanei per la vittoria di trofei.[78][79]
- Fiorentina: tra i contrasti più antichi vi è quello con la Fiorentina con disordini e invasioni di campo che si verificarono a Palermo sia nel 1933 che nel 1946[80][81]. L'acredine tra le due tifoserie è cresciuta nei primi anni 2000 dopo il passaggio di Luca Toni ai viola.[82]
- Lazio: di particolare rilievo è la rivalità con la tifoseria della Lazio, culminata con gli scontri dell'aprile 2016 nel centro della città di Palermo [83]. La rivalità è certamente acuita dalla vicinanza tra la tifoseria rosanero e quella della Roma.
- Verona: una forte rivalità esiste anche con la tifoseria del Verona, anche in questo caso con aggressioni piuttosto violente nel recente passato.[84][85]
- Venezia: pessimi rapporti aggravati dal travaso compiuto da Maurizio Zamparini nell'estate 2002 che portò allo smantellamento del Venezia, ponendo le basi per i successivi anni di gloria del Palermo e il fallimento della società lagunare.[86] Le due tifoserie negli ultimi anni hanno fatto spesso registrare assalti, violenti scontri fisici e Daspo[87][88] Curiosamente, fu proprio il fallimento del Palermo nel 2019 a regalare al Venezia il ripescaggio in serie B dopo la sconfitta dei play out 2018-2019.[89]
- Reggina,  Salernitana e  Bari: un vecchio gemellaggio con i tifosi della Reggina, terminato nel 2001[90], si è trasformato in una agguerrita rivalità con episodi violenti a più riprese, specie nel capoluogo calabrese.[91][92] Di riflesso, pessimi rapporti sussistono con le tifoserie gemellate dei reggini, ovvero Salernitana[93] e Bari[94]. Quella con i baresi è una rivalità ulteriormente rafforzata dalla forte amicizia tra i rosanero e i tifosi del Lecce e del Foggia.
- Atalanta,  Brescia e  Como: non sono ottimi i rapporti tra la tifoseria rosanero e quelli di diverse squadre lombarde. Si contano aspre rivalità con l'Atalanta, così come con Brescia e Como. In questi ultimi due casi, gli ultimi incontri in campionato hanno fatto registrare diversi tafferugli e aggressioni[95][96][97][98]
- Cagliari: da segnalare una rivalità con il gruppo degli Sconvolts del Cagliari e una sassaiola dei sardi contro i palermitani prima del match di Serie B 2022-2023.[99]

Alcune rivalità sono invece nate più di recente. Tra queste si conta una forte inimicizia con la tifoseria del Frosinone, in seguito agli episodi della finale play-off di Serie B della stagione 2017-18. A partire dal 2015 si sono notevolmente inaspriti i rapporti con la tifoseria della Sampdoria, con un agguato riservato ai tifosi rosanero nella trasferta a Genova dello stesso anno, un match a Palermo riservato solo agli abbonati per scongiurare il pericolo scontri nel 2016 e altri incidenti di minor rilievo. Si segnala un forte degradamento dei rapporti con i tifosi del Modena e del Parma, a causa dell'amicizia dei ducali con i catanesi.
 Napoli: piuttosto complessa è la situazione con la tifoseria del Napoli, con il quale il Palermo disputa il Derby delle Due Sicilie. Malgrado un famigerato episodio accaduto negli anni sessanta,, la sfida tra Napoli e Palermo si è spesso caratterizzata per le aperte attestazioni di simpatia e fratellanza storica tra i sostenitori delle due squadre. Ciononostante i rapporti tra alcune frange delle due tifoserie hanno recentemente subito delle frizioni, sfociati nella pessima reciproca accoglienza durante la partita valida per i sedicesimi di finale di Coppa Italia giocata a Napoli nel settembre 2024, che ha inevitabilmente segnato una netta frattura tra le due parti. La rivalità sembra essersi acuita per via dell'amicizia della tifoseria partenopea con i tifosi del Catania, e la contemporanea amicizia di alcuni gruppi della curva rosanero con quelli della Roma, acerrimi rivali dei napoletani.
Altre rivalità più o meno sentite sono quelle con Catanzaro, Cosenza, Crotone, Savoia, Torino, Pescara e Vicenza.
In ambito internazionale non si segnalano particolari inimicizie, eccetto la presa di posizione della tifoseria del Borussia Dortmund contro quella rosanero a causa del legame dei tedeschi con i catanesi e gli scontri a Palermo nel 2006 con i tifosi del West Ham Utd in occasione di un match di Coppa UEFA.
- Catania
- Messina
- Trapani
- Juventus
- Inter
- Milan
- Fiorentina
- Lazio
- Atalanta
- Verona
- Venezia
- Sampdoria
- Parma
- Modena
- Frosinone

- Reggina
- Cosenza
- Catanzaro
- Crotone
- Bari
- Napoli (dal 2024)
- Savoia
- Salernitana
- Cagliari
- Vicenza
- Brescia
- Como
- Torino
- Pescara